# يسبر هانسن (لاعب رماية)
يسبر هانسن (بالدنماركية: Jesper Hansen)‏ هو لاعب رماية دنماركي، ولد في 19 نوفمبر 1980.

## وصلات خارجية
- يسبر هانسن على موقع الاتحاد الدولي (الإنجليزية)
- يسبر هانسن على موقع أوليمبيديا (الإنجليزية)